# Borstbeeld van Anthony Nesty
Het borstbeeld van Anthony Nesty staat bij de zwemvereniging De Dolfijn in Paramaribo, Suriname. Het staat aan de Henri J. Benjaminstraat, op de hoek met de O'Ferralstraat. Op een plaquette staat een overzicht van de prestaties van de zwemmer Anthony Nesty, en met name zijn gouden medaille tijdens de Olympische Spelen van Seoul van 1988 die de aanleiding vormde voor het beeld.
Het borstbeeld is gemaakt van met goud bespoten cement. Het is gemaakt door Erwin de Vries die direct na de Olympische zege voorstelde om het beeld te maken. De overheid gaf hem deze opdracht en hij leverde het beeld in augustus 1989 op. In een periode van besluiteloosheid waar het beeld te plaatsen, kwam het eerst bij de familie Nesty zelf thuis te staan. In 1995 werd het op het middenterrein van de De Dolfijn onthuld, de zwemvereniging waar Nesty zijn sportloopbaan was begonnen.
Anthony Nesty veroverde een gouden medaille tijdens de Pan-Amerikaanse Spelen van 1987 en 1991, de CONSANAT van 1988, de Goodwill Games van 1990 en de WK van 1991. Daar waar heel Suriname voor uitliep was echter zijn winst tijdens de Olympische Spelen van 1988. Bij terugkeer op het vliegveld van Zanderij werd hij opgewacht door duizenden mensen die hem die in een triomftocht naar Paramaribo begeleidden. Daar aangekomen werd hij onder aanwezigheid van 20.000 mensen onthaald in het André Kamperveenstadion. Vicepremier Henck Arron maakte hier bekend dat de 100.000 gulden die de bevolking bijeengebracht had, om hem in staat te stellen te studeren in de Verenigde Staten, door de regering verdubbeld zou worden.